# 尼古拉·马克西莫维奇·叶戈罗夫
尼古拉·马克西莫维奇·叶戈罗夫（羅馬化：Nikolay Maksimovich Yegorov；1871年—1926年以后）是俄罗斯政治人物，第三届俄罗斯帝国国家杜马议员，俄国社会民主工党党员。